# Jisra'el Tal
Jisra'el Tal (hebrejsky ישראל טל‎, 13. září 1924 – 8. září 2010), známý též jako Talik (hebrejsky טליק‎), byl generál Izraelských obranných sil (IOS), známý pro svou znalost tankového boje. V čele izraelských tankových jednotek se zúčastnil řady významných bitev. Byl brigádním velitelem během suezské války, velitelem obrněné divize na Sinaji za šestidenní války a velitelem jižní fronty v závěrečné fázi jomkipurské války.
Izraelská vláda se v roce 1970 rozhodla pro novou konstrukci tanků. Generál Jisra'el Tal se stal vedoucím týmu, který na základě charakteristik izraelských bojišť a zkušeností z předchozích bitev vypracoval unikátní izraelskou konstrukci tanku Merkava (do služby uveden v roce 1979).
Jisra'el Tal je považovaný za jednoho z nejlepších a nejúspěšnějších taktiků tankového boje v historii. Jeho obraz visí na Stěně největších tankových velitelů amerického Pattonova muzea jezdectva a tankových vojsk, která má symbolizovat pět nejlepších tankových velitelů historie: Mošeho Peleda, George Pattona, Creightona Abramse, Jisra'ela Tala a Erwina Rommela.

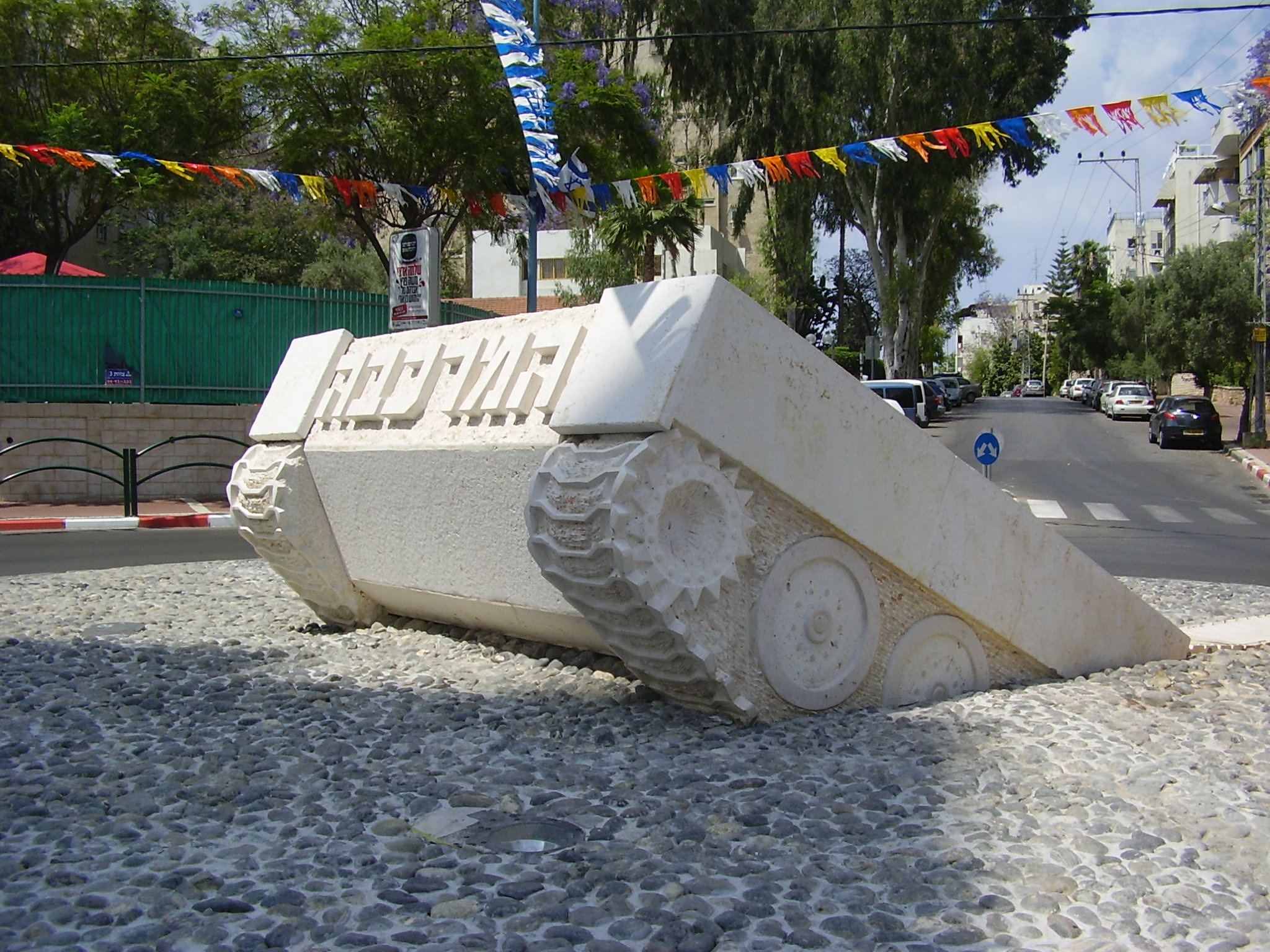
Pomník tanku Merkava v Rehovotu

V roce 1997 obdržel za „mimořádný přínos společnosti a státu“ Izraelskou cenu. Zemřel 8. září 2010 v Kaplanově nemocnici ve městě Rechovot.